# The Pawn
The Pawn is een adventurespel dat werd ontwikkeld door Magnetic Scrolls en uitgegeven door Sinclair Research. Het spel kwam in 1985 uit voor de Sinclair QL. Later volgde ook andere populaire homecomputers van die tijd, zoals de Atari ST en de Commodore Amiga. Het spel wordt bediend met het toetsenbord. Het was bekend vanwege de voor die tijd uitmuntende grafische beelden (en bij de Amiga versie ook de muziek) en de intelligentie van de "parser" (de herkenning van de tekstinvoer van de gebruiker).

## Platforms
| Jaar | Platform                                                             |
| ---- | -------------------------------------------------------------------- |
| 1985 | Sinclair QL                                                          |
| 1986 | Amiga, Apple II, Atari 8-bit, Atari ST, Commodore 64, DOS, Macintosh |
| 1987 | Amstrad CPC, ZX Spectrum                                             |
| 1989 | Acorn 32-bit                                                         |

## Ontvangst
| Beoordeeld door | Platform     | Jaarq | Score |
| --------------- | ------------ | ----- | ----- |
| Crash!          | ZX Spectrum  | 1987  | 90%   |
| Your Sinclair   | ZX Spectrum  | 1987  | 90%   |
| Happy Computer  | Atari ST     | 1986  | 89%   |
| 64'er           | Commodore 64 | 1986  | 87%   |
| Computer Gamer  | Commodore 64 | 1986  | 85%   |
| Amiga Joker     | Amiga        | 1991  | 82%   |
| SPAG            | DOS          | 1997  | 63%   |